# サプフィル-23
サプフィル-23（ロシア語: Сапфир-23）は、ソビエト連邦の第339試作工場（後のファゾトロン）がMiG-23戦闘機用に開発した火器管制レーダー。

## サブタイプ
サプフィル-23L
最初の量産モデルは「軽量型」を意味する「L」の記号が付されており、1971年式のMiG-23に搭載された。直径800mmのツイストカセグレンアンテナを使用し、連続波を照射してセミアクティブ・レーダー・ホーミング（SARH）方式でR-23空対空ミサイルの誘導を行うことができたが、後のモデルと比して信頼性が低く、またルックダウン/シュートダウン能力には欠けており、高度1,000メートルより上の目標に対してしかミサイルを誘導することができなかった。
サプフィル-23D
MiG-23Mで搭載されたモデルであり、より優れたルックダウン/シュートダウン能力を備えて、R-23R・Tの両方を運用することができた。本モデルでは、エンベロープ検出法を用いたドップラー信号処理能力が導入されているが、これは1967年にベトナムで鹵獲されたアメリカ海軍のF-4J艦上戦闘機に搭載されていたAN/AWG-10から導入された技術であると言われる。高高度を飛行する戦闘機大の目標を45 kmで探知可能とされている。後に全機がサプフィル-23D-IIIへと改修された。
サプフィル-23D-III
サプフィル-23の第一世代の決定版にあたり、1975年より、全てのMiG-23Mに搭載された。波長3cm、搬送周波数約9GHzで動作し、戦闘機大の目標に対しては、高高度・ヘッドオン状態であれば約45 km、ルックダウン・追跡状態であれば10-20 kmの探知距離を発揮可能、爆撃機大であればそれぞれ55 kmと15-20 kmに延伸された。ただしルックダウン/シュートダウンモードでは、60キロメートル毎時より遅く飛行する目標は検出されないという制約もあった。
サプフィル-23E
サプフィル-23D-IIIの輸出モデルであり、電子防護（ECCM）能力を欠くダウングレード版である。
サプフィル-23ML (N003)
MiG-23MLでは、サプフィル-23D-IIIをもとに信頼性を向上させるとともにルックダウン/シュートダウン能力を強化したサプフィル-23MLが搭載された。同モデルでは、戦闘機大の目標に対して、ルックアップで65 km、ルックダウンで25 kmの探知距離を発揮できた。
サプフィル-23MLA (N003)
サプフィル-23MLの改良型で、探知距離や信頼性・ECCM性を向上させるとともに、R-24R/T空対空ミサイルの誘導能力も付与されている。また複数のレーダーを同時に使用することを想定して、周波数を離隔する機能も備えている。
サプフィル-23MLAE (N003E)
シリア向けのMiG-23MLDなどに搭載された輸出用ダウングレード版である。後方追跡時の目標を探知・追尾する機能はなく、戦闘機の赤外線捜索追尾システムに依存していた。 スキャン範囲は機首の左右角方向に+/-30°、上下角方向に+/-6°である。
サプフィル-23MLA-II (N008)
ソ連空軍向けのMiG-23MLDに搭載された、サプフィル-23シリーズの決定版である。重量360kg、平均送信電力1 kW、尖頭出力60 kW。探知距離や信頼性・ECCM性、不整地でのルックダウン/シュートダウン能力を強化するとともに、垂直スキャン能力を持つ近接空戦モードが導入された。目標に対する探知距離は、ルックアップ時には爆撃機サイズの目標で75 km、戦闘機サイズの目標で52 kmであった。ルックダウン時には爆撃機・戦闘機大のいずれでも探知距離23 km、戦闘機サイズの目標に対してヘッドオン体勢であれば14 kmに短縮した。また追尾距離は、ルックアップ時には爆撃機サイズの目標で52 km、戦闘機サイズの目標で39 km、ルックダウン時には爆撃機サイズの目標で23 km、戦闘機サイズの目標で15 km（後方追跡）あるいは9 km（ヘッドオン体勢）とされた。走査範囲は60°×6°に制限されていたが、走査範囲の中心軸は左右に60°まで傾けることができた。
サプフィル-23P (N006)
防空軍のMiG-23P 迎撃戦闘機向けの、サプフィル-23MLの派生型である。巡航ミサイル対策を含めて、ルックダウン/シュートダウン能力が改善された一方、特に初期には信頼性の問題があった。